# Allothunnus fallai
Thon élégant
Genre
Espèce
Statut de conservation UICN

 LC  : Préoccupation mineure
Allothunnus fallai, le Thon élégant, unique représentant du genre Allothunnus, est une espèce de thons qui se rencontre tout autour du globe dans les océans du sud.

## Répartition
Ce thon se rencontre tout autour du globe aux latitudes comprises entre les 10° et 50° de latitude sud. Il est présent depuis la surface et jusqu'à 20 m de profondeur, voire jusqu'à 100 m. La capture la plus au Sud l'a été au large de la Terre de Feu.

## Description
C'est l'espèce la plus fine des grands thons. Sa coloration est bleu-noir dessus et gris-blanc dessous.
Allothunnus fallai peut mesurer jusqu'à 105 cm à la fourche (FL), mais sa taille habituelle est d'environ 105 cm de longueur totale (TL). Son poids maximal enregistré est de 13,7 kg.

## Dénominations
Ce taxon porte en français le nom vernaculaire ou normalisé suivant : Thon élégant.

## Systématique
Le nom valide complet (avec auteur) de ce taxon est Allothunnus fallai Serventy (d), 1948.
Allothunnus fallai a pour synonyme :
- Gasterochisma fallai (Serventy, 1948)

### Étymologie
Le nom générique, Genre, est la combinaison du grec ancien ἆλλος (állos), « autre », et du genre Thunnus, signifiant « une autre sorte de thons ».
L'épithète spécifique, fallai, lui a été donnée en l'honneur de l'ornithologue néo-zélandais Robert Alexander Falla (1901-1979), alors directeur du Canterbury Museum à Christchurch (Nouvelle-Zélande), « qui a parlé à Serventy d'un poisson ressemblant à une bonite dans la collection du musée et, en 1942, lui a envoyé un spécimen qui est finalement devenu le type ».

### Publication originale
- (en) Dominic L. Serventy, « Allothunnus fallai a new genus and species of tuna from New Zealand », Records of the Canterbury Museum, Christchurch (Nouvelle-Zélande), vol. 5, no 3,‎ 27 février 1948, p. 131-135 (ISSN 0370-3878, e-ISSN 2381-9707).